# Zhou Zhaoqian
Zhou Zhaoqian (11 ottobre 1997) è un'atleta paralimpica cinese specializzata nelle gare di velocità e mezzofondo e appartenente alla categoria T54.

## Biografia
Vittima di un incidente stradale all'età di cinque anni, che ha visto i medici costretti ad amputarle la gamba destra, ha iniziato a praticare l'atletica leggera paralimpica nel 2012. Nel 2018 ha vestito per la prima volt la maglia della nazionale cinese ai Giochi para-asiatici di Giacarta, dove ha conquistato due medaglie d'oro nei 100 e 200 metri piani T54 e quella d'argento nei 400 metri piani T54.
Ai campionati del mondo di atletica leggera paralimpica di Dubai 2019 si è classificata seconda nei 100 metri piani T54, mentre ha raggiunto la quarta e la settima posizione rispettivamente nei 400 e 1500 metri piani T54. Nel 2021 ha preso parte ai Giochi paralimpici di Tokyo, dove si è diplomata campionessa paralimpica dei 100 e 1500 metri piani T54 e ha conquistato la medaglia di bronzo nei 400 metri piani T54. Alle Paralimpiadi di Parigi di tre anni dopo conquista una medaglia d'argento.

## Palmarès
| Anno | Manifestazione       | Sede     | Evento           | Risultato | Prestazione | Note                          |
| ---- | -------------------- | -------- | ---------------- | --------- | ----------- | ----------------------------- |
| 2018 | Giochi para-asiatici | Giacarta | 100 m piani T54  | Oro       | 16"69       |                               |
| 2018 | Giochi para-asiatici | Giacarta | 200 m piani T54  | Oro       | 30"54       |                               |
| 2018 | Giochi para-asiatici | Giacarta | 400 m piani T54  | Argento   | 57"34       |                               |
| 2019 | Mondiali paralimpici | Dubai    | 100 m piani T54  | Argento   | 16"23       | Miglior prestazione personale |
| 2019 | Mondiali paralimpici | Dubai    | 400 m piani T54  | 4ª        | 55"40       |                               |
| 2019 | Mondiali paralimpici | Dubai    | 1500 m piani T54 | 7ª        | 3'36"81     |                               |
| 2021 | Giochi paralimpici   | Tokyo    | 100 m piani T45  | Oro       | 15"90       |                               |
| 2021 | Giochi paralimpici   | Tokyo    | 400 m piani T54  | Bronzo    | 54"10       | Miglior prestazione personale |
| 2021 | Giochi paralimpici   | Tokyo    | 1500 m piani T54 | Oro       | 3'27"63     | Miglior prestazione personale |
| 2023 | Mondiali paralimpici | Parigi   | 800 m piani T54  | Argento   | 1'46"46     |                               |
| 2023 | Mondiali paralimpici | Parigi   | 1500 m piani T54 | Bronzo    | 3'22"52     |                               |
| 2024 | Mondiali paralimpici | Kōbe     | 100 m piani T54  | Argento   | 16"34       |                               |
| 2024 | Mondiali paralimpici | Kōbe     | 400 m piani T54  | Oro       | 53"91       |                               |
| 2024 | Mondiali paralimpici | Kōbe     | 800 m piani T54  | Argento   | 1'58"70     |                               |
| 2024 | Mondiali paralimpici | Kōbe     | 1500 m piani T54 | Oro       | 3'33"86     |                               |
| 2024 | Giochi paralimpici   | Parigi   | 800 m piani T54  | Argento   | 1'43"24     | Miglior prestazione personale |